# Trophée Roses des sables
 (janvier 2012).

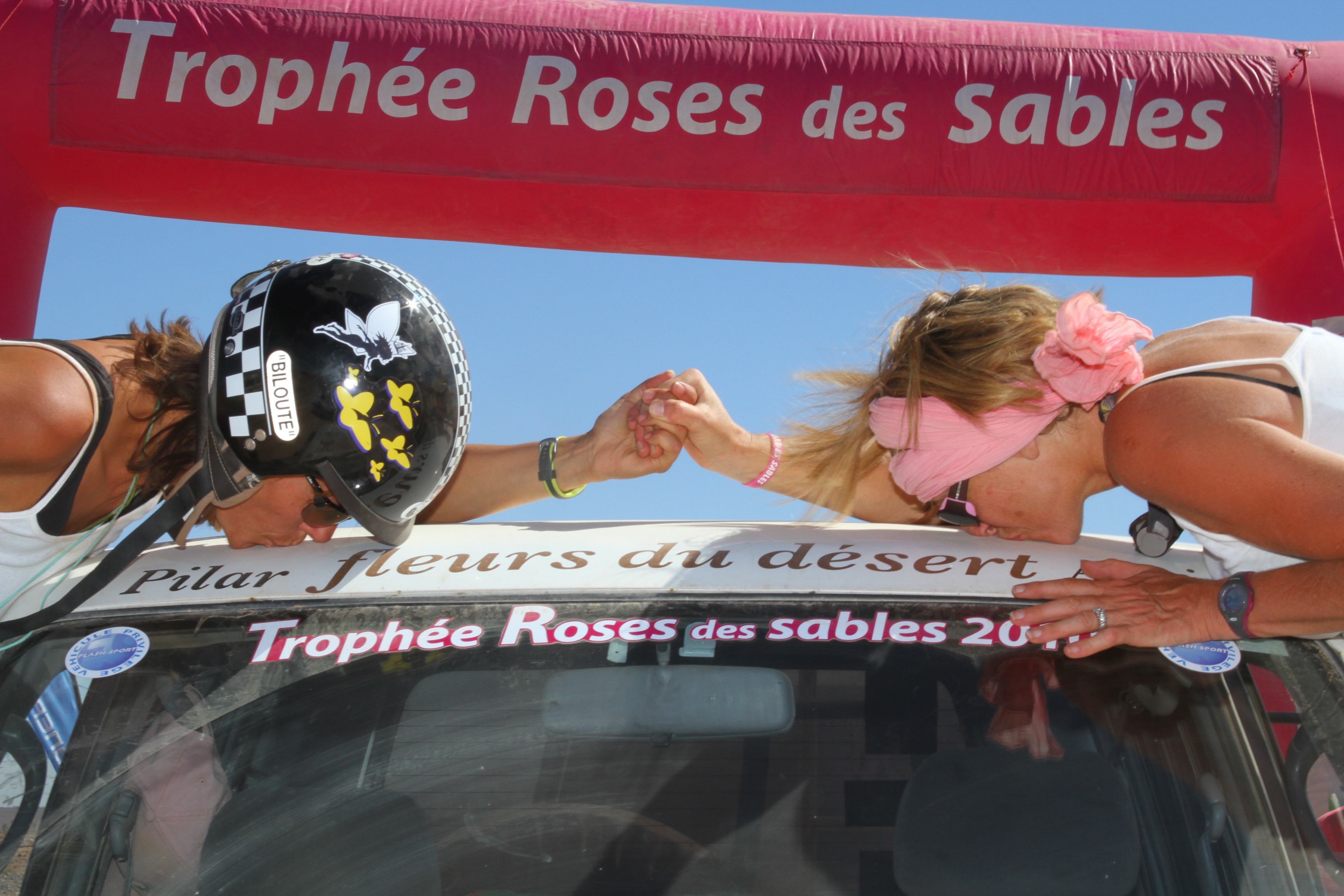

Le Trophée Roses des sables est une compétition annuelle exclusivement réservée aux femmes.

## Conditions de course
Il se déroule au Maroc à bord d’un 4X4, d'un quad ou d'une moto. L’objectif est de rallier l'étape du jour à l’aide d’un roadbook et d’une boussole, en respectant les différents contrôles de passage.
La capacité d'orientation et le franchissement des dunes sont les seuls éléments qui déterminent le classement. La notion de vitesse n’est pas retenue.
Les étapes se concluent le soir par un bivouac organisé. Les participantes couchent dans des tentes aménagées par les Berbères et mangent la nourriture locale cuisinée sur place.
L’évènement réunit en moyenne 250 participantes, soit plus de 125 équipages provenant de divers pays.
Trois valeurs caractérisent la compétition du Trophée Roses des sables :
- action ;
- partage ;
- solidarité.

Au Québec, la compétition est diffusée sur les ondes d'Évasion.

## Origines
Le Trophée Roses des sables tire ses origines du traditionnel rallye-raid africain. Il a été créé en 2000 à l’initiative de Géraldine et de Jean Jacques Rey.

## Éco-responsabilité
Depuis sa création, le Trophée Roses des sables s'est placé sous le signe de l’éco-citoyenneté, et a fait la part belle aux initiatives visant à réduire son impact sur l’environnement :
- le hors-piste est déconseillé ;
- compensation des émissions de CO2 ;
- roadbooks en papier recyclé et distribution de sacs biodégradables ;
- Roses Éco Challenge est un concours intégré qui récompense le projet le plus pertinent en faveur de l’environnement, imaginé et réalisé par un équipage ;
- Opération désert propre : chaque bivouac est entièrement nettoyé.